# Georg Höhmann
Georg Höhmann (* 27. Mai 1884 in Ihringshausen, Regierungsbezirk Kassel; † 11. Mai 1973 ebenda) war ein deutscher Maler und Grafiker.

## Leben
Höhmann wurde als uneheliches Kind geboren. Nach einer Malerlehre in Kassel (1898–1901) ging er in den Jahren 1901 bis 1907 als Malergeselle auf Wanderschaft. Aufenthalte hatte er in St. Gallen, Zürich, München und Düsseldorf. Von 1907 bis 1911 besuchte er die Gewerbeschule St. Gallen und die Königliche Kunstgewerbeschule München. Von 1912 bis 1915 studierte er an Kunstakademie Kassel bei Hermann Knackfuß und Carl Wünnenberg. Im Ersten Weltkrieg schwer verwundet, setzte er in den Jahren 1918 bis 1922 das Studium als Meisterschüler von Paul Baum und Carl Bantzer fort. Als Schüler Bantzers wurde er Mitglied der Willingshäuser Malerkolonie. Von 1922 bis 1933 hatte er in der Alten Akademie in Kassel ein eigenes Atelier, anschließend in Ihringshausen. Ab 1919 nahm er regelmäßig an Ausstellungen der Akademie und des Kunstvereins Kassel teil. 1929 hatte er eine Einzelausstellung in der Kasseler Akademie. In Kassel fungierte er als Ortsvorsitzender des Reichsverbands bildender Künstler Deutschlands. 1934 soll ihm unter der Bedingung einer NSDAP-Mitgliedschaft eine Professur in München angeboten worden sein. Dies soll Höhmann jedoch abgelehnt haben.
Höhmanns Malerei reicht von der Landschaftsmalerei im Stil des Spätimpressionismus über Figürliches bis zum Informel. Ab etwa 1950 entstand sein Spätwerk im Stil der Informellen Kunst. In der Zeit von 1957 bis 1969 malte er ausschließlich zunächst auf Glas und übertrug das Gemalte als  Monotypie auf Papier.